# 권경훈
권경훈(1968년 2월 18일~)은 두산건설 회장을 맡고 있는 대한민국의 기업인이다.

## 학력
- 연세대학교 경영학과 학사
- 연세대학교 경영대학원 석사

## 경력
- 2003     ~ 주한라트비아대사관 명예총영사
- 2004     ~ 큐로그룹 회장
- 2020     ~ (학)전북과학대학교 이사장
- 2021.12 ~ 두산건설 회장